# Ring Evangelischer Gemeindepfadfinder
Der Ring Evangelischer Gemeindepfadfinder (REGP) ist ein evangelischer Pfadfinderverband in der Evangelisch-Lutherischen Kirche in Norddeutschland.
Dem REGP gehörten 2021 ungefähr 6.500 Kinder und Jugendliche in 116 zur jeweiligen Kirchengemeinde gehörenden Stämmen an. Assoziiert sind neun Kirchengemeinden mit etwa 300 Kindern außerhalb der Nordkirche. Die Leitung der Stämme erfolgt überwiegend durch hauptamtliche Pastoren, Gemeindepädagogen und Diakone; die Kleingruppen werden meist von ehrenamtlichen Mitarbeitern geleitet.

## Geschichte
Der Verein entstand aus unabhängigen evangelischen Pfadfindergruppen, die in den 1980er und 1990er Jahren in Schleswig-Holstein gegründet worden waren. Die Gründer der Gruppen waren allerdings untereinander dienstlich und privat vernetzt. Diese schlossen sich 1995 zu einer Arbeitsgemeinschaft zusammen, die 1996 auf Wunsch der Nordelbischen Kirche in den Verband REGP umgewandelt wurde. Keimzelle war die 1984 in der Evangelischen Kirchengemeinde Grube in Ostholstein entstandene Pfadfindergruppe, die sich selbst in der Tradition vormaliger Pfadfinderarbeit – CVJM-orientiert – in einer Kieler Kirchengemeinde sah; daher das grüne Fahrtenhemd und die Stufenabzeichen Ankerkreuz und Kreuz auf der Weltkugel (Kugelkreuz). Die Lutherrose kam dann 1996 als Verbandsabzeichen dazu.
1999 richtete die Nordelbische Kirche eine Projektpfarrstelle für den REGP ein, die 2012 in eine unbefristete Planstelle bei der Nordkirche umgewandelt wurde. Seit 2003 beteiligt sich der REGP am Helfendendienst bei den Deutschen Evangelischen und den Ökumenischen Kirchentagen. 2010 wurde eine Stelle für einen Bildungsreferenten geschaffen. 2021 wurde der REGP ein eingetragener Verein.

## Struktur und Organisation

### Vorstand
Der Vorstand des REGP besteht aus Sprecher, stellvertretendem Sprecher, Schriftführer, Kassenwart, zwei Beisitzern und dem Beauftragte der Nordkirche. Er wird, mit Ausnahme des Beauftragten der Nordkirche, durch die Delegiertenversammlung gewählt.

### Kluft des REGP
Im REGP wird ein flaschengrünes Fahrtenhemd getragen. Auf der linken Brusttasche wird die Lutherrose als Verbandsabzeichen und über der Tasche das Nationalitätsabzeichen getragen. Wolfsköpfe in bronze, silber oder gold auf der rechten Brusttasche bezeichnen den Rang innerhalb der Organisation. Stammesabzeichen und Anker- oder Kugelkreuz finden sich auf dem linken Ärmel, Veranstaltungsabzeichen auf dem rechten.
Im REGP gibt es keine einheitliche Regelung zu den Farben der Halstücher, die Mehrzahl Gruppen nutzt aber gemeinsame Stammeshalstücher.